# Miho Takagi
Miho Takagi (髙木 美帆 Takagi Miho; Makubetsu (Tokachi), 22 mei 1994) is een Japans langebaanschaatsster, uitkomend namens Team Gold onder leiding van Johan de Wit. Ze is vooral goed op de middellange afstanden.

## Biografie
Takagi begon als een getalenteerde voetbalster, maar stapte al gauw over op het langebaanschaatsen waar ze op 15-jarige leeftijd in Richmond haar olympische debuut maakte. In november 2010 debuteerde ze in de wereldbeker. Takagi was tussen 2012 en 2013 houdster van het wereldrecord voor junioren op de 1000 meter. Dit record behaalde ze tijdens de wereldbekerwedstrijden in Salt Lake City. Takagi won vervolgens de 1000 meter op de Winteruniversiade van 2013, maar miste verrassenderwijs de Winterspelen van 2014. Op zaterdag 14 februari 2015 werd Takagi samen met haar zus Nana Takagi en Ayaka Kikuchi wereldkampioene op de ploegenachtervolging. In 2016 en 2017 werd zilver behaald op ditzelfde onderdeel. Op 1 december 2017 won ze tijdens de derde wereldbekerwedstrijd in Calgary de 3000 meter in een nieuw nationaal record van 3.57,09. Dit record stond daarvoor bijna 16 jaar op naam van Maki Tabata in 4.01,01 op dezelfde ijsbaan. Als gevolg van de Coronapandemie nam Miho Takagi in het seizoen 2020-2021, evenals andere Aziatische schaatsers, niet deel aan internationale wedstrijden. In 2022 werd Takagi Olympische kampioene op de 1000 meter in een nieuw olympisch record: 1.13,19. Voor seizoen 2022/2023 sloot Takagi zich aan bij Team FrySk in Leeuwarden met De Wit om uiteindelijk een zelfstandig team te creëren met vooral Japanse schaatsers.

## Records

### Persoonlijke records
| Afstand    | Tijd    | Datum            | Baan           |
| ---------- | ------- | ---------------- | -------------- |
| 500 meter  | 37,12   | 13 februari 2022 | Peking         |
| 1000 meter | 1.11,71 | 9 maart 2019     | Salt Lake City |
| 1500 meter | 1.49,83 | 10 maart 2019    | Salt Lake City |
| 3000 meter | 3.55,45 | 10 december 2021 | Calgary        |
| 5000 meter | 7.00,08 | 16 december 2022 | Calgary        |

### Wereldrecords
| #   | Afstand                     | Tijd    | Datum            | Baan           |
| --- | --------------------------- | ------- | ---------------- | -------------- |
| jr1 | 1000 meter junioren         | 1.15,40 | 21 januari 2012  | Salt Lake City |
| 1.  | Achtervolging (6 ronden) *  | 2.55,77 | 10 november 2017 | Heerenveen     |
| 2.  | Achtervolging (6 ronden) ** | 2.53,88 | 2 december 2017  | Calgary        |
| 3.  | Achtervolging (6 ronden) *  | 2.50,87 | 8 december 2017  | Salt Lake City |
| 4   | 1500 meter                  | 1.49,83 | 10 maart 2019    | Salt Lake City |
| 5.  | Achtervolging (6 ronden) *  | 2.50,76 | 14 februari 2020 | Salt Lake City |

#### Wereldrecords laaglandbaan (officieus)
| Nr. | Afstand                      | Tijd    | Datum               | Baan       |
| --- | ---------------------------- | ------- | ------------------- | ---------- |
| 1.  | Sprintvierkamp               | 148,870 | 28/29 februari 2020 | Hamar      |
| 2.  | Achtervolging (6 ronden) *** | 2.57,75 | 03 december 2016    | Astana     |
| 3.  | Achtervolging (6 ronden) *   | 2.55,77 | 10 november 2017    | Heerenveen |
| 4.  | Achtervolging (6 ronden) *   | 2.53,89 | 21 februari 2018    | Gangneung  |
| 5.  | 1000 meter                   | 1.13,21 | 12 februari 2021    | Nagano     |
| 6.  | 1500 meter                   | 1.52,78 | 13 februari 2021    | Nagano     |
| 7.  | Achtervolging (6 ronden) *   | 2.53,61 | 12 februari 2022    | Peking     |

- * samen met Ayano Sato & Nana Takagi
- ** samen met Ayaka Kikuchi & Nana Takagi
- *** samen met Misaki Oshigiri & Nana Takagi

## Resultaten
| Jaar | NK Afstanden                | NK Sprint            | NK Allround       | CK Azië         | WK allround            | WK sprint            | WK afstanden                                                 | Olympische Spelen                                                           | Aziatische Spelen                                          | Wereldbeker                                   | WK junioren                       |
| ---- | --------------------------- | -------------------- | ----------------- | --------------- | ---------------------- | -------------------- | ------------------------------------------------------------ | --------------------------------------------------------------------------- | ---------------------------------------------------------- | --------------------------------------------- | --------------------------------- |
| 2009 |                             |                      |                   |                 |                        |                      |                                                              |                                                                             |                                                            |                                               | 4e · (5, 4, 9, 7) · achtervolging |
| 2010 | 11e 1500m 12e 3000m         |                      |                   |                 |                        |                      |                                                              | 35e 1000m 23e 1500m                                                         |                                                            | 8e · (7, 8, 8, 10) · achtervolging            |                                   |
| 2011 | 4e 500m · 1000m · 5e 1500m  | · (, , 6e, )         | 4e · (, 5e, , 8e) |                 |                        | 19e (21, 15, 22, 20) | 18e 1000m 12e 1500m 4e achtervolging                         |                                                                             | 5e 1500m · achtervolging                                   | 23e 500m 14e 1000m 18e 1500m 7e achtervolging | 4e · (5, 8, 7, 4) · achtervolging |
| 2012 | 1000m · 1500m · 8e 3000m    | 4e · (8e, , 4e, )    | · (, 5e, , 7e)    | · (, , 5)       | NC15 (4, 17, 14, -)    | 19e (21, 13, 23, 15) |                                                              |                                                                             | 43e 500m 23e 1000m 13e 1500m                               | · (, 5, , 4) · achtervolging                  |                                   |
| 2013 | 4e 1000m · 1500m · 4e 3000m |                      | · (, 7e, 4e, 7e)  | 5 · (, 6, 5, 6) | NC10 (4, 12, 10, -)    |                      | 13e 1500m 7e achtervolging                                   | 32e 1000m 19e 1500m                                                         |                                                            |                                               |                                   |
| 2014 | 4e 1000m 6e 1500m 5e 3000m  |                      |                   | · (, )          | NC12 (7, 11, 12, -)    |                      |                                                              |                                                                             | 26e 1000m 33e 1500m 43e 3k/5k                              |                                               |                                   |
| 2015 | 5e 1000m 8e 1500m 8e 3000m  | 8e (11e, 8e, 8e, 5e) | · (4e, , , 4e)    |                 | NC11 (11, 12, 11, -)   |                      | achtervolging · 4e massastart                                |                                                                             | 28e 1000m 38e 1500m 34e 3k/5k 5e achtervolging             |                                               |                                   |
| 2016 | 4e 1000m 4e 1500m 4e 3000m  | · (4e, , )           | · (, 4e, , )      |                 | 6e · (, 10, 10, 8)     |                      | 8e 1000m · 8e 1500m · 6e 3000m · massastart · achtervolging  | 34e 500m · 10e 1000m · 6e 1500m · 12e 3k/5k · 4e massastart · achtervolging |                                                            |                                               |                                   |
| 2017 | 1000m · 1500m · 3000m       | · (4e, , )           | · (, )            |                 | · (, 6e, , 6e)         |                      | 6e 1000m · 1500m · 8e 3000m · 21e massastart · achtervolging | 1000m · 1500m · 3000m · massastart                                          | 1000m · 1500m · 11e 3k/5k · 10e massastart · achtervolging |                                               |                                   |
| 2018 | 1000m · 1500m · 3000m       |                      |                   |                 | · (, ,4e)              |                      |                                                              | 1000m · 1500m · 5e 3000m · achtervolging                                    |                                                            | 4e 1000m · 1500m · 9e 3k/5k                   |                                   |
| 2019 | 500m · 1000m · 1500m        |                      |                   |                 | · (, 8, , 8)           | · (4, , 4, )         | 4e 1000m · 1500m · 6e 3000m · achtervolging                  |                                                                             | 44e 500m · 1000m · 1500m · 20e 3k/5k                       |                                               |                                   |
| 2020 |                             |                      |                   |                 |                        | · (, )               | 1000m · 4e 1500m · achtervolging                             | 27e 500m · 6e 1000m · 1500m · 18e 3k/5k                                     |                                                            |                                               |                                   |
|      |                             |                      |                   |                 |                        |                      |                                                              |                                                                             |                                                            |                                               |                                   |
| 2022 |                             |                      |                   |                 | · (, 5e, , 4e)         |                      |                                                              | 500m · 1000m · 1500m · 6e 3000m · achtervolging                             | 44e 500m · 1000m · 1500m · 25e 3k/5k                       |                                               |                                   |
| 2023 |                             |                      |                   |                 |                        |                      | 6e 500m · 1000m · 1500m                                      |                                                                             | 11e 500m · 1000m · 1500m · 27e 3k/5k                       |                                               |                                   |
| 2024 |                             |                      |                   |                 | DNS3 · (, 11e, DNS, -) | · (, , 4e, )         | 1000m · 1500m · achtervolging                                | 1000m · 1500m · 27e 3k/5k                                                   |                                                            |                                               |                                   |
| 2025 |                             |                      |                   |                 |                        |                      | 1000m · 4e 1500m · achtervolging                             | 42e 500m · 1000m · 1500m · 38e 3k/5k                                        |                                                            |                                               |                                   |

- = geen deelname
NC# = niet gekwalificeerd voor de laatste afstand, maar wel als # geklasseerd in de eindrangschikking
(#, #, #, #) = afstandspositie op allroundtoernooi (500m, 3000m, 1500m, 5000m), op sprinttoernooi (500m, 1000m, 500m, 1000m) of op juniorentoernooi (500m, 1500m, 1000m, 3000m)
1960: Klara Goeseva ·
1964: Lidia Skoblikova ·
1968: Carry Geijssen ·
1972: Monika Pflug ·
1976: Tatjana Averina ·
1980: Natalja Petroeseva ·
1984: Karin Enke ·
1988: Christa Rothenburger ·
1992: Bonnie Blair ·
1994: Bonnie Blair ·
1998: Marianne Timmer ·
2002: Christine Witty ·
2006: Marianne Timmer ·
2010: Christine Nesbitt ·
2014: Zhang Hong ·
2018: Jorien ter Mors ·
2022: Miho Takagi
2006: Anschütz-Thoms/Friesinger/Opitz/Pechstein/Völker ·
2010: Anschütz-Thoms/Beckert/Friesinger-Postma/Mattscherodt ·
2014: Van Beek/Leenstra/Ter Mors/Wüst ·
2018: Kikuchi/Sato/M. Takagi/N. Takagi ·
2022: Blondin/Maltais/Weidemann